# Oscar Luigi Scalfaro
Oscar Luigi Scalfaro ['skalfaro] (Novara, Piamonte; 9 de septiembre de 1918-Roma, 29 de enero de 2012) fue un político italiano, perteneció al partido de la Democracia Cristiana. Fue el noveno presidente de la República italiana desde 1992 hasta 1999.

## Biografía
Licenciado en Derecho por la Universidad Católica del Sagrado Corazón de Milán, accedió la magistratura. Participó en la resistencia antifascista. Al finalizar la II Guerra Mundial, se desempeñó como fiscal público. Se afilió a Acción Católica que le facilitó el acceso a cargos de responsabilidad en el partido Democracia Cristiana, DC. Fue elegido diputado por este partido en las elecciones a la Asamblea Constituyente de 1946 y a la Asamblea Legislativa de 1948. 
Fue secretario y vicepresidente del grupo parlamentario de su partido en la Cámara de Diputados y ocupó la vicepresidencia de la Cámara entre 1975 y 1983.
Tras desempenar varios puestos gubernamentales, Scalfaro fue nombrado ministro de Transportes y Aviación Civil, departamento que ocupó en los gobiernos de Aldo Moro, Giovanni Leone, Mariano Rumor y Giulio Andreotti (1968-1972); ministro de Educación con el gobierno de Andreotti (1972-1973) y ministro del Interior con el socialista Bettino Craxi (1983-1987). 
El 24 de abril de 1992 Scalfaro fue elegido presidente de la Cámara de Diputados y a raíz de la inesperada dimisión del presidente de la República Francesco Cossiga fue el candidato de consenso de las fuerzas políticas para sucederle, fue designado noveno presidente de la República de Italia el 25 de mayo. 
Scalfaro, situado en aquel momento en la izquierda de la DC, se mostró como un enemigo inflexible de la corrupción política en la época en que se desarrollaron numerosos procesos judiciales anticorrupción. Se negó, como presidente de la República, a sancionar decretos para limitar estos procesos como deseaba el gobierno, excediéndose en las funciones representativas de la presidencia. Scalfaro no se vinculó a ningún partido político al desaparecer el Partido de la Democracia Cristiana y se convirtió en un referente político para la ciudadanía italiana, cuando se conoció la magnitud que había adquirido la corrupción entre los grandes partidos políticos. 
Su rechazo de la corrupción política le llevó a pronunciar en público declaraciones como "aplicar el bisturí para sajar la peste bubónica" y a "atacar las patologías que se habían manifestado en la gestión pública".. 
Scalfaro realizó una visita de Estado a Etiopía en 1997, en la que pidió perdón por las atrocidades cometidas por el Ejército italiano cuando invadió ese país en 1935. 
El 15 de mayo de 1999, Scalfaro dimitió algunos días antes del final de su mandato. Desde entonces, como expresidente, fue senador vitalicio hasta su muerte, acaecida en Roma en la madrugada del 29 de enero de 2012.

## Distinciones Honoríficas

Armas de Oscar Luigi Scàlfaro como caballero de la Orden del Elefante.

Armas de Oscar Luigi Scàlfaro como caballero de la Real Orden de Isabel la Católica.

- Orden del Elefante (19/10/1993)

- Medalla de la República Oriental del Uruguay (1995)
- Compañero de Honor Honorario con Collar de la Orden Nacional del Mérito (16/11/1995)
- Collar de la Orden de Isabel la Católica (27/6/1996)

- Orden de los Serafines (30/04/1998)

- Orden del Águila Blanca

Armas de Oscar Luigi Scàlfaro como caballero de la Real Orden de los Serafines.

- Doctor honoris causa por la Universidad Francisco de Vitoria[2]